# Henning Alexander von Kleist
Henning Alexander von Kleist (1676/77-1749) fue un mariscal de campo prusiano del siglo XVIII. Luchó en la Guerra de Sucesión Española, la Gran Guerra del Norte, y en la Guerra de Sucesión Austríaca. En particular, sus acciones en la batalla de Mollwitz le produjeron aclamaciones, aunque por mucho tiempo había sido un partidario incondicional de los desarrollos militares prusianos de los reyes de Prusia Federico (1740-1786) y Federico Guillermo I (1713-1740).

## Family
Kleist pertenecía a una antigua familia pomerana que se remontaba al año 1175, y la familia sirvió al Duque Bogislao X de Pomerania en sus guerras. En el siglo XIV, la familia se dividió en tres líneas, a partir de tres hermanos. La más antigua era la línea Dubberow-Tuchow, después la línea Muttrin-Damen, y la tercera, la Bilnow-Raddatz, que terminó en 1784. En total, los Kleist produjeron más de 19 generales, y una variedad de poetas, inventores, científicos y filósofos.
Henning Alexander von Kleist nació el 4 de mayo de 1676 o 1677 en Raddatz en Pomerania. Era el tercer hijo de Joachim Daniel von Kleist y su primera esposa, Maria Catherine von Ramel.
Su padre se casó tres veces. La primera esposa, Maria Catherine von Ramel, 18 de mayo de 1644, se casó en 1672, y murió el 3 de enero de 1685. Ella era la segunda hija de Heinrich von Ramel y Else Sophia von Münchow, de Bulgrin. Ella le dio cuatro hijos varones, y una hija:
1. Jürgen (murió antes de 1688)
2. Philipp Heinrich. Inicialmente sirvió en el ejército prusiano, pero después de un duelo, abandonó Prusia y se estableció en Bruselas. Ahí se casó con Antonia Catharine van der Linden el 26 de febrero de 1704. Murió el 10 de septiembre de 1709, en la batalla de Malplaquet. Tuvo un hijo, Ludwig, que murió el 18 de mayo de 1780, sin descendientes legítimos.[4]
3. Henning Alexander (1676-1747)
4. Maria Catherine, 10 de febrero de 1677, se casó el 23 de mayo de 1701 con Jürgen Heinrich von Kleist (de Raddtz), 27 de febrero de 1753 (en Juchow).[5]
5. Richard Christian; sirvió en el ejército, en el Regimiento de Infantería Borck (N.º 33z). Para 7 de mayo de 1714, era mayor, 24 de julio - 4 de agosto de 1718, estacionado en Colberg como comandante. Murió en Wesel en  1723.[6]
6. Leopold, murió sin descendencia masculina.[6]
7. Balthazar Gustav, 16 de abril de 1689 - 8 de abril de 1694.[6]

## Servicio militar

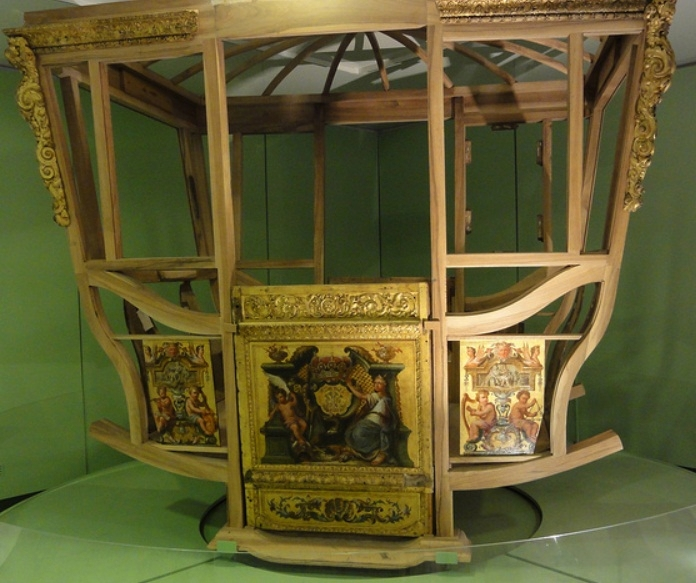
Kleist adquirió el carruaje de María Casimira Sobieska, la esposa de Jan Sobieski.

Kleist sirvió en el ejército prusiano durante el reinado de tres reyes: Federico I, Federico Guillermo I, y Federico II el Grande. Se unió al ejército prusiano en el Alt-Anhalt Regimiento en 1698 o 1699, y vio servicio activo con continuidad desde la Guerra de Sucesión Española, que empezó en 1701, hasta la Paz de Utrecht en 1713: sirvió en campañas en los Países Bajos, Francia y los estados italianos bajo el mando del Príncipe Leopoldo I de Anhalt-Dessau, conocido como el Viejo Dessauer (der alte Dessauer). En consecuencia, aprendió el oficio militar bajo el liderazgo de uno de los más destacados comandantes de infantería de la época. Luchó en la memorable batalla de Blenheim en 1704 en el ala comandada por el Príncipe Eugenio de Saboya. Durante la campaña de 1704, también vio acción bajo el liderazgo del legendario Luis el Turco. Después de las victorias en el sur de Alemania, su regimiento fue al norte de Italia, donde participó en el combate de Cassano en 1705. También ayudó a romper el sitio de Turín en 1706, como parte de la columna de refresco que atacó al ejército francés. Subsiguientemente, sirvió en la Gran Guerra del Norte (1705-1721), y participó en el prolongado sitio de Stralsund (1711-15). Adquirió la patente como Jefe (Inhaber) de su regimiento en 1718, que sostuvo hasta su retiro en 1723.
En 1726 fue rellamado al servicio por Federico Guillermo I. En 1730 adquirió la patente como propietario del Viejo Regimiento de Infantería Prusiano, que en 1806 se convirtió en el regimiento N.º 26. Mantuvo esta patente hasta su muerte en 1749. Durante la década de 1730, estuvo en comunicación regular con el entonces Príncipe Federico, y se convirtió en uno de sus comandantes de confianza.
Durante la Guerra de Sucesión Austríaca, en 1741 como teniente general comandó la ciudad de Kolberg. Como participante en la batalla de Mollwitz, su regimiento de infantería no solo mantuvo su línea a pesar de la huida de la caballería prusiana, sino que subsiguientemente atacó la línea austriaca con tal ferocidad que él y sus soldados recibieron especial mención en el informe de Kurt Christoph Graf von Schwerin. Fue herido en el combate. Las acciones del regimiento reflejaron aquí el entrenamiento de hierro impuesto por el príncipe de Anhalt-Dessau con sus subordinados. Además, la infantería prusiana se benefició no solo de la disciplina de los ejercicios sino en lo último en tecnología militar; a diferencia de su contraparte austríaca, sus baquetas de hierro les permitían disparar más rápido y con mayor precisión. Después de la batalla, fue nombrado Caballero de la Orden del Águila Negra el 15 de abril de 1741, y después recibió la Orden Pour le Mérite. Durante las guerras de Silesia, en 1744 adquirió como botín de guerra el carruaje chapado en oro que originalmente pertenecía de Jan Sobieski; Kleist donó el carruaje a su iglesia local.
En 1745 Kleist fue promovido a General de Infantería y dos años después, en 1747, a mariscal de campo, en la conclusión de una gran revista de tropas. Fue promovido al mismo tiempo que el Conde Friedrich Ludwig, Graf zu Dohna-Carwinden, von Kalckstein (educador de Federico y Consejero vitalicio), Joachim Christof von Jeetze y Dietrich de Anhalt-Dessau. Enfermó en 1749; von Kleist murió el 22 de agosto, a la edad de 73 años.

## Descendientes
Kleist contrajo matrimonio con Albertine Marie von Biedersee, hija de Georg Burchardt de Biedersee de Ilberstädt, quien murió el 23 de junio de 1731 en Rindbett. Ella le dio siete hijos varones y tres hijas.
1. Nicholas Valentine, muerto en la infancia.[11]
2. Charlotte Louisa, desposó a Conrad von der Golz
3. Friedrich Wilhelm, nació en enero de 1718.[Note 4] pero este niño también murió en la infancia.[11]
4. Leopold, nacido el 29 de enero de 1719 en Hall. Entró en el servicio militar en el regimiento Munchow (después regimiento N.º 36) el 7 de septiembre de 1738, y fue promovido a teniente primero el 6 de agosto de 1741. Sostuvo el rango de coronel, y murió en 1787 en Neuenhagen bei Cöslin.[12]
5. Wilhelmine Philippine, nacida en 1720, en 1745 desposó al Ministro de Guerra Georg Ernst
6. Helene Albertine Christiane, nacida en 1722, en 174 desposó al Coronel de la Guardia Casimir Ernst von Schmeling.
7. Friedrich Albrecht Christian. 21 de diciembre de 1723 - 11 de marzo de 1724[13]
8. Wilhelm Alexander, 1724 - 19 de febrero de 1725.[11]
9. Alexander Ludwig, 25 de octubre de 1725 - 20 de mayo de 1751.[13]
10. Wilhelm Christoph,  1 de agosto de 1727. A la edad de 19 años ingresó en la Orden de los Caballeros de San Juan. En 1749, ingresó voluntario como freicorporal en el Regimiento del Mayor General Haut Charmon. Finalmente heredó las propiedades de la familia de la línea de Raddatz. Obtuvo el puesto de enseña en 1755. En la Guerra de los Siete Años era capitán del batallón pomerano de Stosch, y sirvió entre 1760-1762. Obtuvo el puesto de mayor antes de abandonar el servicio militar. En 1768 vivió en Dutzerow. Se casó tres veces. Una esposa le dio un hijo, pero murió en 1760 con el niño.[14] La línea masculina de Raddatz terminó en 1793, con su muerte.[1]

### Otra familia
Su sobrino, también llamado Henning Alexander von Kleist, el hijo de su hermana Maria Katharine (casada con Johan Daniel von Kleist), también sirvió en el ejército prusiano (1724-?).